# Santa Claus (Indiana)
Santa Claus es un pueblo ubicado en el condado de Spencer, en el estado estadounidense de Indiana. Según el censo del 2000 tenía una población de 2.041 habitantes.

## Demografía
Según el censo del 2000, Santa Claus tenía 2.041 habitantes, 732 viviendas, y 620 familias. La densidad de población era de 152,1 habitantes por km². 
De los 732 viviendas en un 39,6% vivían niños de menos de 18 años, en un 79% vivían parejas casadas, en un 4,1% mujeres solteras, y en un 15,2% no eran unidades familiares. En el 12,2% de las viviendas vivían personas solas el 4% de las cuales correspondía a personas de 65 años o más que vivían solas. El número medio de personas viviendo en cada vivienda era de 2,79 y el número medio de personas que vivían en cada familia era de 3,05. 
Por edades la población se repartía de la siguiente manera: un 29,3% tenía menos de 18 años, un 5% entre 18 y 24, un 32,2% entre 25 y 44, un 24,3% de 45 a 60 y un 9,2% 65 años o más. 
La edad media era de 35 años. Por cada 100 mujeres de 18 o más años había 94,6 hombres. 
La renta media por vivienda era de 60.388 dólares y la renta media por familia de 61.991 dólares. Los hombres tenían una renta media de 44.514 dólares mientras que las mujeres 24.050 dólares. La renta per cápita de la población era de 23.957 dólares. En torno al 1% de las familias y el 1,2% de la población estaban por debajo del umbral de pobreza.

## Historia
La comunidad de Santa Fe fue establecida en 1846. La historia de cómo recibió el nombre de Santa Claus tiene raíces tanto en los hechos y la leyenda. En enero de 1856 la ciudad solicitó una oficina de correos para ser instalado. Ellos presentaron su solicitud con el nombre de Santa Fe. La solicitud fue devuelta a ellos con el mensaje "Eligid un nombre que no sea de Santa Fe". El proceso de sedimentación en el nombre de Santa Claus se ha perdido en la leyenda. Hay muchas versiones diferentes de la historia y no había otras opciones, así que el pueblo no se conformó. Lo que se sabe es que el 21 de mayo de 1856, el nombre de Santa Claus fue aceptado por el Departamento de Correos, y la primera oficina de correos se abrió con John Specht como su primer postmaster.
El 25 de junio de 1895 la Oficina de Correos nombre fue cambiado a la palabra "santaclaus", pero el nombre fue cambiado a Santa Claus el 17 de febrero de 1928. Fue entonces cuando el Departamento de Correos decidió que no sería otra oficina de correos de Santa Claus en Estados Unidos, debido a la llegada del correo de vacaciones y la dotación de personal y los problemas logísticos que esto causó.
El nombre único de la ciudad, pasó casi desapercibido hasta finales de los años 1920, cuando Correos James Martin comenzó a promover el matasellos de correos de Santa Claus. El creciente volumen de correo de vacaciones llegó a ser tan importante que llamó la atención de Robert Ripley en 1929, que presentó la oficina de la ciudad puesto de su sindicado a nivel nacional "Believe It or Not" de dibujos animados.
Más recientemente el desarrollo de la Christmas Lake Village como una comunidad cerrada ha más que duplicado la población de Santa Claus. En 2005, una empresa de desarrollo local adquirido Candy (Castillo de Santa) y otros edificios que formaban Santa Claus Ciudad y anunció planes para restaurar y volver a abrirlo al público. Castillo de Santa Candy fue el primer edificio de la original Ciudad de Santa Claus para ser reabierto al público, cuando abrió sus puertas el 1 de julio de 2006. Existen planes para abrir de nuevo el resto de la atracción original en el futuro.